# Пилусийская митрополия
Пилусийская (Пелусийская) митрополия (греч. Ιερά Μητρόπολη Πηλουσίου) — епархия Александрийской Православной Церкви с кафедрой в городе Порт-Саид, Египет.
Титул правящего архиерея: митрополит Пелусийский, ипертим и экзарх Первой Августамники и Месимврии.

## История
Предшественницей Пелусийской кафедры была Августамникская епархия Александрийской Православной Церкви, охватывавшая одноименную римскую провинцию в Нижнем Египте. При Юстиниане I в 560 году провинция Августамника разделилась на Августамнику Первую в северной части Дельты Нила (до Кинополя на юге и Синайского полуострова на востоке) и Августамнику Вторую к юго-востоку. Соответственно разделилась и митрополия, кафедрой Августамники Первой стал город Пелусий в устье самого восточного рукава Нила и являвшемся стратегически важным укреплением на пути из Египта в Азию.
Под названием Стамника обе епархии упоминаются в сочинении историка Нила Доксопатра, жившего в XII веке, но использовавшего более ранние источники. Он указывает, что в подчинении каждой из них находилось по нескольку епископий.
Ныне в ведение Пилусийской митрополии входят Египетские губернаторства Порт-Саидское, Дакахлийское, Дамьеттское и Северно-Синайское.

## Архипастыри
епископы
- Дорофей (упом. 325)
- Каллиник (325—343)
- Марк (ок. 325)
- Панкратий (351—359)
- Аммоний (ок. 400)
- Хаэремон (упом. 403)
- Евсевий (431—457)
- Георгий (540—551)
- Моисей (VII век)
- Епимах (VIII век)

митрополиты
- Парфений (Панкостас) (3 — 13 сентября 1788)
- Амфилохий (Каппос) (12 ноября 1861 — 5 декабря 1902), с 1871 жил на покое, сохраняя титул
- Полиевкт (Кириакидис) (30 ноября 1914 — 28 ноября 1931)
- Парфений (Даниилидис) (9 декабря 1931 — 28 февраля 1964)
- Варнава (Фотарас) (14 ноября 1968 — 10 мая 1993)
- Ириней (Таламбекос) (23 сентября 1997 — 11 сентября 2004)
- Пантелеимон (Ламбадариос) (27 октября 2004 — 1 ноября 2006)
- Каллиник (Пиппас) (1 ноября 2006 — 21 декабря 2013)
- Гавриил (Рафтопулос) (декабрь 2013 — ноябрь 2014) в/у, митр. Леонтопольский
- Нифон (Цаварис) (26 ноября 2014 — 8 декабря 2020)
- Наркисс (Гаммох) (январь 2021 — 12 января 2022) в/у, митр. Навкратийский
- Наркисс (Гаммох) (с 12 января 2022)